# Талышинский, Мир Ибрагим-хан
Мир Ибрагим-хан Талышинский (11 июля 1828— 29 апреля 1894) — российский военачальник, генерал-майор, родом из Азербайджана.
1 августа 1845 году вступил в службу в звании унтер-офицера в Грузинский линейный батальон № 8. С 5 февраля 1847 года — прапорщик. 12 мая 1850 года назначен в Апшеронский пехотный полк. С 24 мая 1851 года — подпоручик. Участвовал в походе против горцев: в 1849 — в походе на Турчидаг и осаде укрепленного аула Чох; в 1850 — в Кумухском владении и на Кутишинских высотах; 1851 — в боях на Кутишинских и Гамашинских высотах, в подавлении восстания в Кайтаге и Табасаране; 1853 — в составе Дагестанского отряда в походе на Прикаспийский край; в 1857—1858 годах в походе на Дидойское общество. За отличие в походах против горцев 9 декабря 1851 года награждён орденом Святой Анны 4-й степени с надписью «За храбрость».
25 февраля 1852 года — служил в лейб-гвардии Финляндского полка. С 22 августа 1854 года — поручик. 29 сентября 1857 года — назначен в лейб-гвардии Гусарский полк. 18 июня 1858 года награждён орденом Святого Станислава 3-й степени с мечами.
30 августа 1858 года — штабс-ротмистр. Награждён орденом Святой Анны 3-й степени с мечами. С 10 февраля 1860 года — ротмистр. 19 апреля 1864 года — полковник. 21 сентября 1871 года — награждён орденом Святого Станислава 2-й степени, а также орденом Святого Владимира 4-й степени с бантом.
В знак посещения в 1861 году императором Александром II Кавказа, осенью 1871 года пожалован серебряной медалью для ношения на Владимирской ленте. С 14 мая 1877 года — командующий Бакинским конно-иррегулярным полком. 24 февраля 1879 года назначен состоять при Кавказской армии и зачислен по армейской кавалерии. 15 мая 1883 года за отличие по службе произведен в генерал-майоры.
Пожалован знаком отличия беспорочной службы за выслугу 40 лет в офицерских чинах (22 августа 1888 года) и орденом Святого Владимира 3-й степени (10.03.1889). Имел также крест за службу на Кавказе, серебряную медаль за покорение Чечни и Дагестана, светло-бронзовую медаль в память Крымской войны, тёмно-бронзовую медаль в память русско-турецкой войны.
С 5 января 1873 года — Директор Ленкоранского отделения Бакинского губернского попечительного о тюрьмах комитета.

## Награды
- Орден Святой Анны 4-й степени с надписью «За храбрость» (1851)
- Орден Святого Станислава 3-й степени с мечами (1858)
- Орден Святого Станислава 2-й степени (1871)
- Орден Святого Владимира 4-й степени с бантом (1871)
- Знак отличия беспорочной службы в офицерских чинах (XL) (1888)
- Орден Святого Владимира 3-й степени (1889)
- Крест за службу на Кавказе (1864)
- Серебряная медаль за покорение Чечни и Дагестана
- Светло-бронзовая медаль «В память войны 1853—1856»
- Тёмно-бронзовая медаль «В память русско-турецкой войны 1877—1878»